# ایتن، استرالیای غربی
ایتن (به انگلیسی: Eaton) یک حومه شهر در استرالیا است که در استرالیای غربی واقع شده‌است.